# توپ‌های ناوارون (فیلم)
توپ‌های ناوارون (انگلیسی: The Guns of Navarone) فیلمی در ژانر جنگی و ماجرایی است که در سال ۱۹۶۱ منتشر شد.این فیلم برنده اسکار بهترین جلوه های ویژه و همچنین کاندیدای شش اسکار دیگر (بهترین موسیقی، بهترین فیلم، بهترین کارگردانی، بهترین فیلمنامه اقتباسی، بهترین صدا و بهترین تدوین) شد.

## موضوع
جنگ جهانی دوم. مأموران مخفی انگلیسی با خبر می‌شوند که دو توپ غول‌آسا در جزیره‌ی ناوارون در دریای اژه مستقر شده‌اند. » ناخدا مالوری « ( گریگوری پک ) مأموریت پیدا می‌کند با گروهی از افراد زبده ، خود را به ناوارون برساند و توپ‌ها را منهدم کند...

## داستان

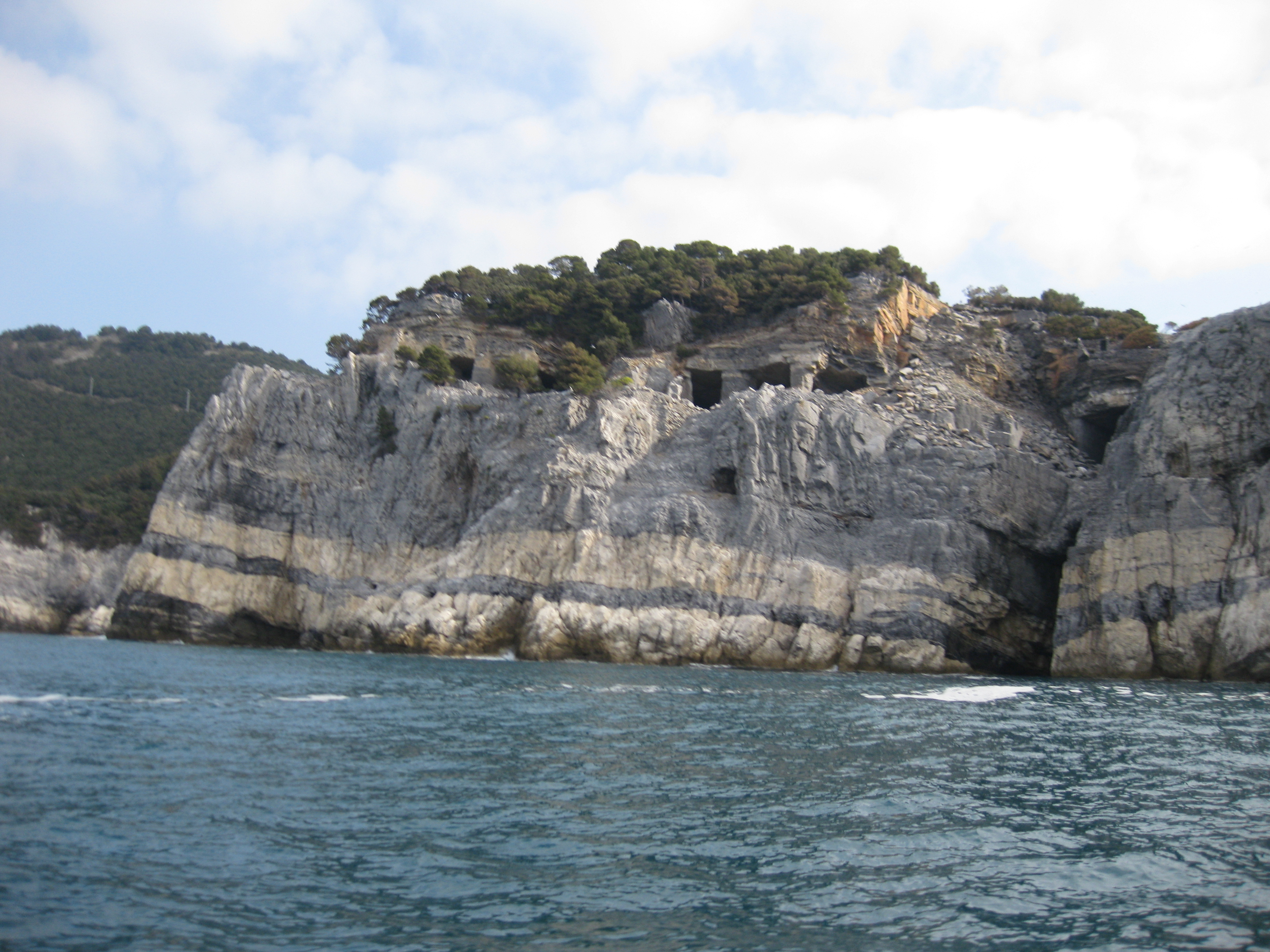
صخره‌های «ناوارون»؛ در فیلم، دهانه‌های توپخانه‌ها با بهره‌گیری از معدن‌های سنگ مرمر در جزیرهٔ پالماریا در سواحل غربی ایتالیا نشان داده شده‌اند.

در سال ۱۹۴۳، قدرت‌های محور قصد حمله به جزیرهٔ کروس را دارند، جایی که دو هزار سرباز بریتانیایی در آن گرفتار شده‌اند. هدف آن‌ها از این عملیات، نمایش قدرت نظامی و متقاعد کردن ترکیهٔ بی‌طرف به پیوستن به آن‌هاست. نجات این نیروها از سوی نیروی دریایی سلطنتی بریتانیا به دلیل وجود دو توپ بزرگ با هدایت راداری در جزیرهٔ (خیالی) ناوارون ممکن نیست. پس از شکست حملات هوایی، سازمان اطلاعات متفقین گروهی از کماندوها را برای نفوذ به ناوارون و نابود کردن توپ‌ها گرد می‌آورد. فرمانده این گروه، سرگرد روی فرانکلین است، و اعضای آن عبارت‌اند از: سروان کیت مالوری (جاسوس و افسر گروه دوربرد صحرایی)، سرهنگ آندریا استاوروس از ارتش یونان، گروهبان میلر (استاد شیمی و متخصص مواد منفجره)، جاسوس یونانی-آمریکایی اسپیروس پاپادی‌موس (زادهٔ ناوارون) و «قصاب بارسلون» براون، مهندس و چاقو‌زن حرفه‌ای.
آن‌ها با پوشش ماهیگیران یونانی و سوار بر یک قایق فرسوده از دریای اژه عبور می‌کنند و خدمهٔ یک گشتی آلمانی را از پای درمی‌آورند. مالوری به فرانکلین اعتماد می‌کند و می‌گوید استاوروس سوگند خورده پس از جنگ او را بکشد، زیرا مالوری به‌طور ناخواسته باعث مرگ زن و فرزندان استاوروس شده است. پس از غرق شدن قایق‌شان در ساحل ناوارون، مالوری گروه را در صعود از صخره‌ای بلند رهبری می‌کند و در این مسیر، پای فرانکلین آسیب می‌بیند. مالوری مانع خودکشی فرانکلین می‌شود و به دروغ می‌گوید که مأموریت لغو شده و قرار است حمله‌ای آبی‌خاکی انجام شود. سپس آن‌ها با دو نیروی مقاومت محلی دیدار می‌کنند: ماریا (خواهر اسپیروس) و دوستش آنا که پیش‌تر توسط آلمانی‌ها شکنجه و سپس گریخته‌اند.
گروه هنگام جست‌وجو برای یافتن پزشک جهت درمان پای چرکین فرانکلین، به‌دست آلمانی‌ها می‌افتد. استاوروس حواس دشمن را پرت می‌کند و گروه دوباره کنترل را به دست می‌گیرد. آن‌ها با پوشیدن یونیفورم آلمانی می‌گریزند و فرانکلین را برای درمان باقی می‌گذارند. فرانکلین تحت تأثیر داروی اسکوپولامین، اطلاعات نادرست مالوری را لو می‌دهد؛ در نتیجه بیشتر نیروهای دشمن برای مقابله با حملهٔ خیالی به سمت ساحل می‌روند. در دهکدهٔ ناوارون، میلر متوجه می‌شود مواد منفجره‌اش دست‌کاری شده‌اند و درمی‌یابد آنا عامل آن است. آنا اعتراف می‌کند که آلمانی‌ها او را در برابر آزادی‌اش به خدمت گرفته‌اند. مالوری تصمیم می‌گیرد آنا را اعدام کند، اما ماریا مانع می‌شود و خود او را می‌کشد.
مالوری و میلر برای نابودی توپ‌ها می‌روند، استاوروس و اسپیروس در شهر حواس دشمن را پرت می‌کنند، و ماریا و براون قایقی برای فرار می‌دزدند. اسپیروس در تیراندازی با یک افسر آلمانی کشته می‌شود و براون در جریان دزدی قایق چاقو می‌خورد. مالوری و میلر مواد منفجره را روی توپ‌ها کار می‌گذارند و روی مسیر بالابر مهمات نیز تله‌گذاری می‌کنند. آلمانی‌ها به محوطهٔ توپخانه نفوذ کرده و مواد منفجرهٔ روی خودِ توپ‌ها را خنثی می‌کنند، در حالی که مالوری و میلر از صخره پایین می‌آیند و سوار قایق دزدی می‌شوند. استاوروس زخمی‌شده نیز به کمک مالوری سوار می‌شود و دشمنی میان‌شان پایان می‌یابد.
با نزدیک شدن ناوشکن‌های متفقین برای نجات نیروهای بریتانیایی، آلمانی‌ها به سوی آن‌ها شلیک می‌کنند. اما بالابر به تلهٔ میلر می‌رسد و انفجار حاصل از آن، گلوله‌های اطراف را فعال کرده و کل توپخانه را نابود می‌کند. گروه مالوری به ناوگان بریتانیا می‌رسد. استاوروس که به ماریا دل بسته، با او به ناوارون بازمی‌گردد. مالوری و میلر از عرشهٔ ناوشکن، نتیجهٔ موفقیت‌شان را تماشا می‌کنند.

## بازیگران
- گریگوری پک
- دیوید نیون
- آنتونی کوئین
- آنتونی کوایلی
- جیمز دارن
- ایرنه پاپاس
- جیا اسکالا
- ریچارد هریس